# Lifehouse
Lifehouse – amerykańska grupa rockowa pochodząca z Malibu w stanie Kalifornia. Zespół zadebiutował w 2000 roku singlem „Hanging by a Moment” z albumu No Name Face. Singel wygrał Billboard Music Award w kategorii 100 Najlepszych Singli Roku 2001, pokonując tym samym Janet Jackson i Alicia Keys. W 2002 wydali swój następny album Stanley Climbfall. Trzeci album zespołu Lifehouse zatytułowany Lifehouse, został nagrany w 2005. W 2007 na rynku pojawił się czwarty album studyjny Who We Are. Kolejne to: Smoke & Mirrors (wydany 2 marca 2010), Almeria (pochodzący z 2012) oraz Out of the Wasteland (z 2015).
Grupa zaczynała jako chrześcijański zespół o nazwie Blyss. W 1999 wydała swoje pierwsze wydawnictwo pod tytułem Diff’s Lucky Day. W 2000 Lifehouse wszedł do studia nagrań, by nagrać pierwszy oficjalny album. Pięć z dwunastu utworów z debiutanckiej EP-ki zostało zremiksowanych i wydanych na płycie No Name Face.
W 2001 grupa nagrała nastrojową balladę do filmu animowanego Shrek pt. „You Belong To Me”, a w 2006 utwór „Good Enough” do filmu animowanego Dżungla (The Wild). Również piosenka „Everybody Is Someone” pojawiła się na ścieżce dźwiękowej do filmu Apartament (Wicker Park).
Singiel „Between The Raindrops” promował płytę zespołu zatytułowaną Almeria (premiera 11 grudnia 2012 roku).

## Skład

### Obecni członkowie
- Jason Wade (od 1999) – gitara, gitara basowa, wokal, autor tekstów
- Rick Woolstenhulme Jr. (od 2000) – perkusja
- Bryce Soderberg (od 2004) – gitara basowa

### Byli członkowie
- Sean Woolstenhulme – gitara
- Sergio Andrade – gitara basowa
- Jon „Diff” Palmer – perkusja
- Collin Hayden – perkusja
- Aaron Lord – gitara
- Ben Carey – gitara, gitara basowa

## Występy
- Lifehouse zagrał piosenkę „Blind” w programie The Tonight Show z Jayem Leno.
- Zespół zagrał koncert w Southpoint w Nowym Yorku z okazji uroczystego zapalenia lampek na bożonarodzeniowej choince.
- Zespół Lifehouse zagrał piosenki „The Joke” i „First Time” na Time Square z okazji Sylwestra w roku 2007.

## Piosenki w telewizji
Kilka utworów Lifehouse można było usłyszeć w polskiej edycji programu You Can Dance – Po prostu tańcz. W 2. edycji programu mogliśmy usłyszeć piosenki „Everything” (dwa razy) oraz „You And Me”, natomiast w 3. edycji hit „Hanging by a Moment”.

## Lifehouse w trasie
Od lata 2007 roku Lifehouse był w trasie koncertowej z grupą Goo Goo Dolls. Trasa zakończyła się w grudniu tego roku.

## Dyskografia

### Albumy studyjne
- No Name Face (2000)
- Stanley Climbfall (2002)
- Lifehouse (2005)
- Who We Are (2007)
- Smoke & Mirrors (2010)
- Almeria (2012)[1]
- Out of the Wasteland (2015)

### Single
- „Hanging by a Moment” (2001)
- „Sick Cycle Carousel” (2001)
- „Breathing” (2001)
- „Spin” (2002)
- „Take Me Away” (2002)
- „You And Me” (2005)
- „Blind” (2005)
- „First Time” (2007)
- „Whatever It Takes” (2007)
- „Broken” (2008)
- „Halfway Gone” (2009)
- „Between The Raindrops” (2012)[1]
- „Flight” (2014)
- „Hurricane” (2015)

### EPki
- Diff's Lucky Day (1999)
- Live Session EP (Lifehouse) (2005)

### DVD
- Everything (2005)